# Anton van Berkel

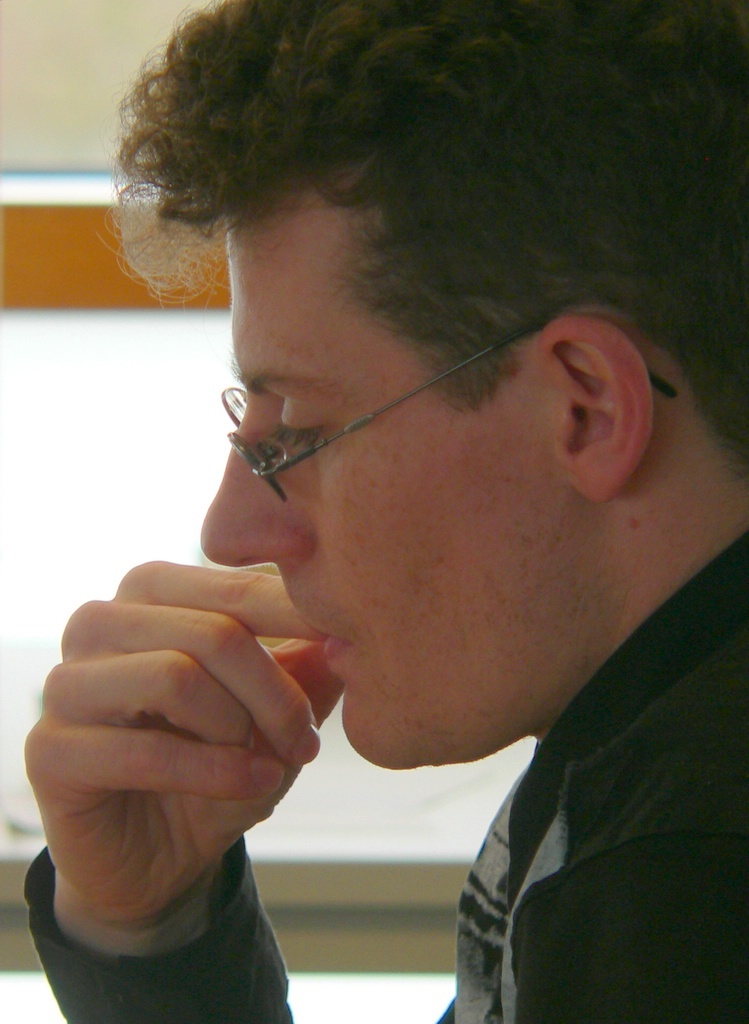
Anton van Berkel tijdens het NK in 2006.

Anton van Berkel (14 september 1972) is een Nederlandse topsporter. Hij is binnen de denksport Dammen viermaal Nederlands kampioen rapiddammen en tweemaal Nederlands kampioen sneldammen geweest en heeft tweemaal een wereldrecord op simultaangebied op zijn naam gezet. Hij is in het bezit van de titels Internationaal Grootmeester dammen en Nationaal Grootmeester dammen. 

## Damsport

### Wereldrecords simultaandammen
Van Berkel verbeterde op 2 en 3 september 2006 in Diessen het wereldrecord simultaandammen door tegen 249 tegenstanders te spelen en daarbij de benodigde score van minstens 80% te halen. Dit kostte hem negentien en een half uur. Hij won 173 keer, remiseerde 59 keer en verloor 17 partijen. Hiermee behaalde hij een score van 81,3% en het wereldrecord. Het oude record was in handen van Jannes van der Wal. Op 7 november 2010 werd het record op naam van Van Berkel verbroken door Jos Stokkel die tegen 251 spelers speelde.
Van Berkel verbeterde op 10 oktober 2008 (Tilburg op de Universiteit van Tilburg) het wereldrecord kloksimultaan. Tegen 32 deelnemers scoorde hij 45 punten en behaalde daarmee genoeg voor de vereiste 70% score. Hij won 15 partijen, speelde 15 keer remise en verloor tweemaal. Het oude record was in handen van Jeroen van den Akker. Op 20 december 2008 werd het record verbeterd door Jean Marc Ndjofang uit Kameroen die het record op 33 partijen bracht met 58 punten.

### Wereldkampioenschap sneldammen
Van Berkel nam deel aan het Wereldkampioenschap sneldammen in: 2013 (Heerhugowaard, 6e plaats voorronde, geen finaleplaats), 2014 (Hilversum, 7e plaats).

### Europees kampioenschap sneldammen
Van Berkel nam deel aan het Europees kampioenschap sneldammen in: 2008 (Bulgarije/Varna, 5e plaats), 2009 (Zweden/Stockholm).

### Nederlandse kampioenschappen
Van Berkel nam deel aan het Nederlands kampioenschap dammen in: 1992 (Surhuisterveen, 2e plaats, ), 1993 (Apeldoorn, 12e plaats), 2006 (Culemborg, 6e plaats), 2007 (Soest, 12e plaats), 2008 (Emmeloord, 7e plaats), 2012 (Heerhugowaard, 9e plaats), 2013 (Steenwijk, 8e plaats), 2014 (Huissen, 6e plaats), 2015 (Emmeloord, 10e plaats), 2017 (Urk, 9e plaats) en 2019 (Huissen, 8e). 
Als jeugdspeler behaalde Van Berkel drie Nederlandse titels (1ste plaats): in 1983 werd hij in Soest kampioen bij de pupillen ), in 1986 werd hij sneldamkampioen bij de aspiranten in Egmond aan Zee  en in 1991 werd hij in Westerhaar Nederlands kampioen  bij de junioren. 
Van Berkel werd viermaal Nederlands kampioen rapiddammen (1ste plaats): in 2005 (Utrecht ), 2006 (Woerden ), 2007 (Utrecht ), en 2010 (Utrecht ). Hij nam ook deel aan dit kampioenschap in: 2008 (Utrecht, 2e plaats ), 2009 (Utrecht, 2e plaats ), 2011 (De Bilt, 3e plaats ), 2012 (De Bilt, 2e plaats ), 2013 (Utrecht, 2e plaats ), 2014 (Utrecht, 3e plaats ) en 2018 (Rijnsburg, 2e plaats )
Van Berkel werd tweemaal Nederlands kampioen binnen het sneldammen (1ste plaats) in 2003 (Steenwijk, ) en 2008 (Utrecht, ). Hij nam in totaal 24 keren deel aan dit kampioenschap waaronder: 2002 (Uddel, 3e plaats ), 2012 (Laren, 3e plaats ), 2018 (Utrecht, 3e plaats ) en 2024 (Utrecht, 2e plaats ).
Van Berkel werd in 2010 Open Nederlands Kampioen (1ste plaats ) tijdens het Brunssum Open damtoernooi (dat dat jaar als open Nederlands kampioenschap aangewezen was) voor Andrej Kalmakov en Aleksandr Getmanski.

### Checkers
Van Berkel deed tweemaal mee aan een Europees kampioenschap checkers, in 2016 (Tbilisi, Georgië) en in 2018 (Kranevo, Bulgarije), en eenmaal aan een wereldkampioenschap, in 2018 (Moskou, Rusland). Hij draagt sinds 2018 de internationale titel FMJD Master (MF) en sinds 2019 de titel internationaal meester (MI) , toegekend door IDF (International Draughts Federation).

### Nederlandse damtitels
- Nederlands kampioen rapiddammen - 2005, 2006, 2007, 2010
- Nederlands kampioen sneldammen - 2003, 2008
- Open Nederlands kampioen dammen - 2010

## Schorsing
Op 11 augustus 2025 maakte de FMJD bekend dat Van Berkel tot 31 juli 2026 was geschorst. Dit omdat hij in Turkije had meegespeeld in een IDF toernooi. Dit was verboden omdat de bestuurders van de IDF inwoners van Rusland zijn, die zijn geschorst ivm de Russische inval in de Oekraïne. Naast Van Berkel kregen nog 64 andere spelers uit andere landen dezelfde schorsing opgelegd. Voor Van Berkel betekende dit dat hij niet mee mocht doen aan het NK 2025. Een kortgeding dat Van Berkel hiertegen had aangespannen tegen de KNDB veranderde hier niets aan.

## Appendix
1. 1 2  Players with international titles - Men, idf64.org
2. ↑  International Draughts Federation, idf64.org
3. ↑  Morgen begint het NK Algemeen in Drachten; NK vrouwen vanaf 22 augustus. Koninklijke Nederlandse Dambond (18 augustus 2025). Geraadpleegd op 19 augustus 2025.